# Collotheca epizootica
Collotheca epizootica is een raderdiertjessoort uit de familie Collothecidae. De wetenschappelijke naam van deze soort is voor het eerst geldig gepubliceerd in 1922 door Monard.